# Mortal Kombat Legends: Scorpion’s Revenge
Mortal Kombat Legends: Scorpion’s Revenge ist der erste US-amerikanische Animationsfilm der Mortal-Kombat-Legends-Reihe von Ethan Spaulding aus dem Jahr 2020. Er wurde am 14. April in Deutschland und zwei Tage vorher in den USA von Warner Bros. Animation veröffentlicht. Ein Jahr später folgte die Fortsetzung Mortal Kombat Legends: Battle of the Realms, ein weiteres Jahr später wurde Mortal Kombat Legends: Snow Blind veröffentlicht.

## Handlung
In Japan werden Shirai-Ryu-Großmeister Hanzo Hasashi und sein kleiner Sohn Satoshi auf dem Heimweg von mehreren Attentätern des rivalisierenden Lin-Kuei-Clans überfallen. Hasashi tötet sie, nachdem er entdeckt hat, dass die Lin Kuei den Rest des Shirai Ryu, einschließlich seiner Frau Harumi, abgeschlachtet haben. Der Großmeister Sub-Zero der Lin Kuei erscheint, nutzt seine Gefrierfähigkeiten, um Hanzo im Eis zurückzuhalten, und tötet dann Satoshi, indem er seinen Hals zerquetscht. Dann spießt er Hanzo mit einem Eiszapfen durch den Hals auf und tötet ihn.
Der Donnergott Raiden und der Shaolin-Mönch Liu Kang treffen Vorbereitungen zur Verteidigung von Earthrealm, indem sie am Mortal Kombat-Turnier teilnehmen, das vom alternden Hexenmeister Shang Tsung veranstaltet wird. Der Sieger des Turniers wird gegen Goro kämpfen, um über das Schicksal von Earthrealm zu entscheiden. Die beiden werden von dem arbeitslosen Hollywood-Schauspieler Johnny Cage und der Special-Forces-Agentin Sonya Blade begleitet, wobei beide ihre Gründe für die Teilnahme haben: Sonya verfolgt den Anführer des Verbrechersyndikats Black Dragon aka Kano, während Cage glaubt, dass er an einem Filmprojekt beteiligt ist.
Währenddessen erwacht Hasashi im Netherrealm mit drohender Qual durch den Demon Torturer. Hasashi entkommt und tötet den Demon Torturer und mehrere andere Dämonen. Er trifft sich schließlich mit dem Zauberer Quan Chi, der Hanzo überredet, beim Mortal-Kombat-Turnier für ihn zu kämpfen, damit er sich an Sub-Zero rächen kann. Hanzo stimmt zu und nennt sich selbst Scorpion.
Bei der Ankunft auf Shang Tsungs Insel versucht Scorpion auf Befehl von Quan Chi, Shinnoks Amulett zu stehlen, aber Raiden überredet ihn, den Deal nicht einzuhalten. Währenddessen werden Cage, Sonya und Liu Kang Zeugen, wie Sonyas Partner Jackson „Jax“ Briggs von Goro die Arme abgerissen werden, bis Raiden eingreift und Jax’ Arme verätzen. Im Laufe des Turniers beansprucht Cage kaum den Sieg über einen Tarkatan und erkennt, dass er sich in einem echten Kampfturnier befindet, nicht in einem Actionfilm. Sonya erwürgt Reptile erfolgreich und Kang kämpft gegen Kitana, die als Gewinnerin hervorgeht, wenn sie nachgibt. In einem Versuch, die Helden des Erdreichs aufzuhalten, lässt Kano seine Attentäter die Insel infiltrieren, um sie zu töten, aber sie werden alle von Scorpion getötet. Beim Versuch, gegen Kano zu kämpfen, erscheint Sub-Zero und hilft, mit den Attentätern fertig zu werden, aber der rachsüchtige Scorpion greift ihn an und packt ihn von einer Brücke in eine Stachelgrube, spießt sie beide auf und tötet Sub-Zero. Cage und Sonya verfolgen Kano, um Jax zu retten, während Kang zu Shang Tsungs Thronsaal eilt, um sich Goro zu stellen.
Quan Chi erscheint vor Scorpion und enthüllt, dass er direkt für das Abschlachten des Shirai Ryu verantwortlich war, nachdem er sich als Sub-Zero verkleidet und den Lin Kuei manipuliert hatte, um sein Gebot abzugeben, und dass der echte Sub-Zero an dem Massaker nicht beteiligt war. Wütend entfernt sich Scorpion von der Spitze, um sich zu rächen. Auf dem Höhepunkt des Turniers wird bekannt, dass Shang Tsung bereits von Anfang an von Quan Chis wahren Absichten gewusst hat und ihn gefangen nimmt. Liu Kang wird während seines Kampfes mit Goro fast getötet, wird aber gerettet, als Scorpion Goro mit seinem Kunai tötet, während Cage, Sonya und Jax Kano erfolgreich töten. Shang Tsung versucht, Scorpion gegen Kang kämpfen zu lassen, aber das Gespenst überlistet den Zauberer und greift ihn stattdessen an, wodurch er gezwungen wird, ihm das Amulett zu geben und bereitwillig seinen Status als Kämpfer aufzugeben, was wiederum Kangs Position als Sieger des Turniers sichert. Tsung warnt davor, dass Shao Kahn sich rächen wird, wenn er sich in die Außenwelt zurückzieht. Die Insel beginnt einzustürzen und zwingt die Earthrealm-Helden, mit einem nahe gelegenen Boot zu evakuieren. Gleichzeitig gelingt es Scorpion, Quan Chi im Kampf zu töten, bevor er sich seiner Familie und seinem Clan im Jenseits anschließt. Später auf dem Schiff erzählt Raiden Liu Kang, dass es nicht sein Schicksal sei, Goro zu besiegen, sondern Shao Kahn selbst zu besiegen.
In der Folge wird Shang Tsung von Shao Kahn wegen seines Versagens gefoltert, bevor ihm befohlen wird, sich auf die Invasion von Earthrealm vorzubereiten.

## Synchronisation
Die deutschsprachige Synchronisation entstand bei Studio Hamburg Synchron. Das Dialogbuch stammt von Joachim Kretzer, die Dialogregie führte Marlene Opitz.
| Rolle                    | Originalstimme     | Deutsche Stimme  |
| ------------------------ | ------------------ | ---------------- |
| Demon Torturer           | Fred Tatasciore    | Joshy Peters     |
| Hanzo Hasashi / Scorpion | Patrick Seitz      | Jürgen Holdorf   |
| Jax Briggs               | Ike Amadi          | Robert Levin     |
| Johnny Cage              | Joel McHale        | Rasmus Borowski  |
| Kano                     | Robin Atkin Downes | Nicolas König    |
| Lin Kuei Mörder          | Artt Butler        | Markus Hanse     |
| Liu Kang                 | Jordan Rodrigues   | Jonas Minthe     |
| Quan Chi                 | Darin De Paul      | Achim Buch       |
| Raiden                   | Dave B. Mitchell   | Joachim Kretzer  |
| Satoshi                  | Grey Griffin       | Maria Wardzinska |
| Shang Tsung              | Artt Butler        | Michael Bideller |
| Shao Kahn                | Fred Tatasciore    | Walter Wigand    |
| Sonya Blade              | Jennifer Carpenter | Manuela Eifrig   |

## Produktion

### Entwicklung
Berichte über einen neuen animierten Mortal Kombat- Film wurden im Januar 2019 als Anknüpfung an das bevorstehende Live-Action-Remake Mortal Kombat angedeutet. Ein Jahr später wurde der Animationsfilm offiziell als Mortal Kombat Legends: Scorpion's Revenge angekündigt. Bei der offiziellen Veröffentlichung des Films zeigte eine spezielle Variante des Warner Bros. Animation-Logos, dass Scorpion die Looney-Tunes- Figur Daffy Duck anstelle von Schweinchen Dick für das normale Eröffnungslogo erwürgte. Das Logo sollte ursprünglich dort sein, wo Daffy von Scorpions Kunai durch den Kopf aufgespießt wurde, aber das wurde geändert, weil das Studio die Vorschriften zur Altersbestimmung für seine Eröffnungslogos einhalten musste. Dies würde ein Jahr später in der Fortsetzung Mortal Kombat Legends: Battle of the Realms folgen, mit Shaggy Rogers von Scooby-Doo, der Scorpion erwürgt.

### Casting
Patrick Seitz kehrte nach seiner Abwesenheit von Mortal Kombat 11 als Stimme von Scorpion zurück. Steve Blum, der die Kuai-Liang-Version von Sub-Zero in Mortal Kombat X synchronisierte, sprach Bi-Han im Film. Grey Griffin kehrte als Kitana zurück, nachdem sie Mortal Kombat X aufgrund ihrer damaligen Schwangerschaft verpasst hatte. Goro wurde von Kevin Michael Richardson gesprochen, der die Figur im Spielfilm von 1995 bereits synchronisierte.

## Rezeption

### Kritiken
Der Film konnte auf Rotten Tomatoes 90 % der 20 Kritiker überzeugen.  Auf IMDb erhielt er 7,4 von 10 möglichen Punkten.

### Einnahmen
Der Film konnte über DVD-und Blu-Ray-Verkäufe ca. 3 Millionen US-Dollar einspielen.